# Rocío Rivarola
Rocío Rivarola Trappe (Asunción, 2 de julio de 1987) es una remera paraguaya. 
Rivarola se clasificó para los sculls individuales femeninos en los Juegos Olímpicos de Verano 2004 celebrados en Atenas al lograr un quinto lugar en la Regata de Clasificación Latinoamericana FISA en San Salvador, con un tiempo de entrada de 8:25.81. Remando en la D-Final, Rivarola remató su tramo contra otras cinco mujeres para superar una barrera de ocho minutos para un esfuerzo de tercer lugar y vigésimo primero en general batiendo una marca personal en 7:57.36.
Construyendo un hito histórico para Paraguay, Rivarola se convirtió en la atleta más joven y la primera mujer en ser abanderada olímpica en la ceremonia de apertura.